# 4,7-cm-Infanteriegeschütz Škoda
Das 4,7-cm-Infanteriegeschütz Škoda war ein österreich-ungarisches Infanteriegeschütz und kam im Ersten Weltkrieg zum Einsatz.

## Entwicklung
Die österreich-ungarische Armee erkannte recht schnell, dass die Mängel des 3,7-cm-Infanteriegeschütz M.15 sehr groß waren und behoben werden mussten. Eine Leistungssteigerung konnte aber nur durch Einbußen in der Beweglichkeit geschaffen werden, weshalb sich die Heeresverwaltung nicht zu einer solchen Maßnahme entschließen konnte. Aus diesem Grund begann Škoda mit der Entwicklung und dem Bau des 4,7-cm-Infanteriegeschütz Škoda.

## Technische Beschreibung
Das 4,7-cm-Infanteriegeschütz Škoda verschoss ein 900 g schweres Geschoss bei einer Mündungsgeschwindigkeit von 190 m/s. Dabei gelang es, das Geschoss bis zu 2,7 km weit zu feuern. Der Transport erfolgte entweder durch die die Bedienmannschaft oder durch Tragtiere.

## Einsatz
Mehrere 4,7-cm-Infanteriegeschütze Škoda gingen im Sommer 1918 an die italienische Front zur Erprobung. Da der Erste Weltkrieg kurz darauf endete, sind keine Informationen über das Geschütz im Kriegseinsatz überliefert.